# Coordination gegen Bayer-Gefahren
Die Coordination gegen Bayer-Gefahren (Eigenbezeichnung: Coordination gegen BAYER-Gefahren) ist ein internationales Netzwerk, das sich für Umweltschutz und soziale Anliegen einsetzt und dabei insbesondere den multinational tätigen Konzern Bayer weltweit unter Beobachtung und kritische Begleitung stellt. Die CBG entwickelte sich seit 1978 aus einer deutschen Bürgerinitiative und vernetzte sich zunächst deutschlandweit, seit Anfang der 1980er-Jahre auch international. 1983 wurde der deutsche Verein Coordination gegen Bayer-Gefahren e. V. gegründet, der als Trägerverein des Netzwerks fungiert. Die Schreibweise mit C steht in Zusammenhang mit der internationalen Kompatibilität.

## Ziele
Laut Selbstdarstellung stellt die CBG ihre Aktionen unter das Motto: „Umweltschutz und sichere Arbeitsplätze – weltweit!“
Erklärtes Ziel ist, auf Risiken der chemischen Großproduktion aufmerksam zu machen, Gefahrenpotentiale aufzuzeigen und Alternativen zu entwickeln. Die Kampagnen der CBG werden am Beispiel des multinationalen Unternehmens Bayer entwickelt und betreffen auch andere Konzerne weltweit.

## Beschreibung
In der Vereinigung arbeiten ehrenamtlich Menschen aus 46 Ländern zusammen. Vertretungsberechtigte des Vereins sind die gewählten Mitglieder des Vorstands (Axel Köhler-Schnura, Uwe Friedrich, Philipp Mimkes, Jan Pehrke). Köhler-Schnura zeichnet medienrechtlich verantwortlich für die Veröffentlichungen des Vereins. Die CBG wird bei ihren Tätigkeiten von einem Beirat beraten, der sich aus Wissenschaftlern, Juristen und anderen Fachleuten zusammensetzt.
Seit 1983 hat CBG den Status eines eingetragenen Vereins (Nr. 1106 im Vereinsregister Düsseldorf), ist Mitglied beim BBU (Bundesverband Bürgerinitiativen Umweltschutz), im Dachverband der Kritischen Aktionärinnen und Aktionäre sowie bei Attac. Der Verein hat rund 1000 Mitglieder und Förderer.
Laut Satzung werden ausschließlich und unmittelbar gemeinnützige Zwecke verfolgt.

## Geschichte

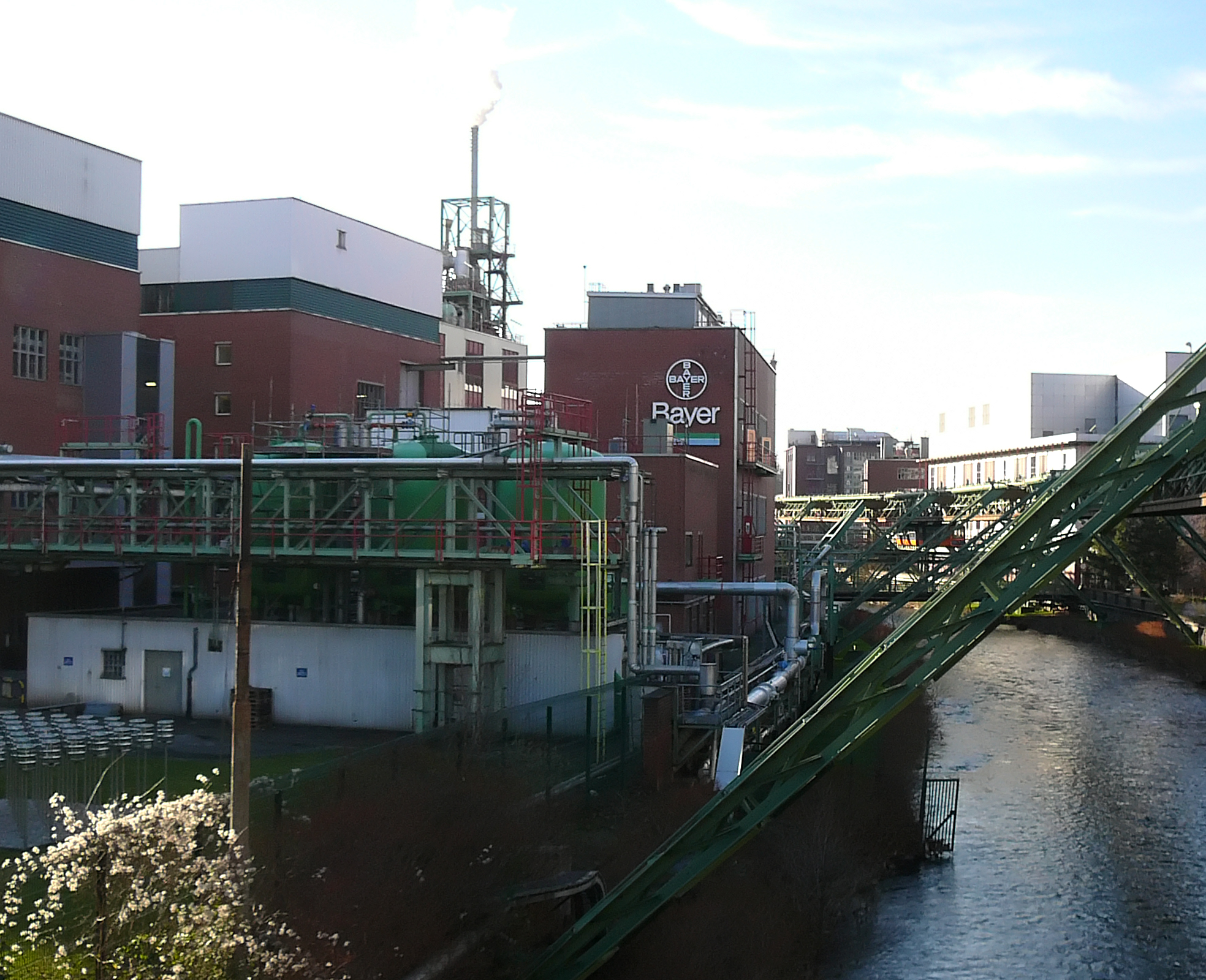
Teilansicht des ehemaligen Bayer-Werks Wuppertal, heute Forschungs- und Nebenproduktionsstätte (2008)

Als Reaktion auf größere Störfälle im Mai und Juni 1978 im dortigen Bayer-Werk wurde im gleichen Jahr die Anwohnerinitiative Wuppertaler Bürgerinitiative gegen Bayer-Umweltgefährdung gegründet. 1979, nach einer Explosion im Bayer-Werk Dormagen, bei der 200 kg Gusathion freigesetzt wurden, begann sich die Bürgerinitiative zuerst überregional in Deutschland und ab 1980 auch international zu vernetzen.
1983 ging aus ihr die Coordination gegen Bayer-Gefahren (CBG) als internationales Selbsthilfe-Netzwerk hervor. 1986 war die CBG an der Gründung des Dachverbands der Kritischen Aktionärinnen und Aktionäre beteiligt. Bereits seit 1982 war und ist die Initiative bzw. die CBG auf den jährlichen Aktionärsversammlungen der Bayer AG vertreten, wo sie wiederholt die „Profitgier“ des Konzerns kritisierte. So wandte sie sich etwa gegen den Börsengang der Bayer-Chemiesparte Lanxess, da dieser nur der Bereicherung der Anteilseigner diene und 20.000 Arbeitsplätze gefährde. Auch zu zahlreichen anderen Projekten des Konzerns wurden von der CBG Gegenanträge in die Generalversammlungen eingebracht.
Der Verein ist seit der Gründung in mehrere Rechtsstreite mit dem Bayer-Konzern verwickelt. Im Mai 1987 klagte Bayer gegen die CBG wegen des Vorwurfs von „grenzenloser Profitgier“ und der in einem Flugblatt verbreiteten Behauptung „Mißliebige Kritiker [Anm.: der Bayer AG] werden bespitzelt und unter Druck gesetzt, rechte und willfährige Politiker werden unterstützt und finanziert.“ Die Klage führte zu einem jahrelangen Rechtsstreit, in den die CBG über 150.000 DM an Unterstützungsgeldern investierte. Das Oberlandesgericht Köln untersagte zunächst die Verbreitung der Anschuldigungen, 1991 entschied der 1. Senat des Bundesverfassungsgerichts (unter dem Vorsitz des späteren Bundespräsidenten Roman Herzog) jedoch zugunsten des CBG und erklärte, die Äußerungen seien durch die Meinungsfreiheit gedeckt. Eine konzernkritische Website der CBG musste dagegen 2001 nach einer Klage von Bayer aus dem Netz genommen werden.
Ein von dem Verein im Jahre 2006 angestrengtes Strafverfahren gegen Bayer-Manager wegen Untreue im Zusammenhang mit illegalen Preisabsprachen führte zu keiner Verurteilung.
Der Verein hat am 23. Mai 2011 Klage beim Verwaltungsgericht Köln eingereicht. Hintergrund ist die Weigerung der Universität Köln, eine Einsichtnahme in den Kooperationsvertrag mit der Bayer HealthCare AG zuzulassen. Die Universität Köln und die Bayer AG hatten sich im Vorfeld dem Standpunkt des NRW Landesbeauftragten für Informationsfreiheit verweigert, der einen Anspruch auf Auskunft konstatierte. Für die CGB ist ungeklärt, in welcher Form die Universität an den Ergebnissen der gemeinsamen Forschungsergebnisse beteiligt ist, wer die Wahl über zukünftige Forschungsbereiche trifft, ob in die Forschung auch Medikamente wirtschaftlich weniger lukrativer Krankheiten einbezogen sind und wie die Publikationsfreiheit und Neutralität der Forschungsergebnisse gewährleistet wird.
Im September 2011 erhielt der Verein den Henry Mathews Preis.
Anlässlich des 150. Jahrestags der Geburt von Carl Duisberg, ehemals Generaldirektor und Miteigentümer der Bayerwerke, ebenfalls im September 2001 führte die CBG eine Kampagne durch, in der auf die Verantwortung Duisbergs für die Herstellung chemischer Kampfmittel im Ersten Weltkrieg und seine auch damals gegen Kriegs- und Völkerrecht verstoßenden politischen Forderungen hingewiesen und gefordert wurde, bisher nach ihm benannte Orte und Einrichtungen umzubenennen. Die Kampagne hatte nur geringen Erfolg.

## Öffentlichkeitsarbeit
Der Verein informiert die Öffentlichkeit durch regelmäßige Medienarbeit und eine eigene Website sowie durch Print- und Online-Publikationen, wie die Vereinszeitschrift Stichwort Bayer – die anderen Informationen zu einem multinationalen Chemiekonzern (SWB), die weltweit verbreitete englischsprachige Ausgabe Keycode Bayer und den Ticker – Kurzmeldungen zu einem multinationalen Chemiekonzern.
Stichwort Bayer (SWB) erscheint vierteljährlich seit 1983 in einer Auflage von etwa 5000 Exemplaren; SBW-Extras erscheinen in Auflagen von 20- bis 50-tausend Exemplaren.
Website und Veröffentlichungen stehen in fünf Sprachen zur Verfügung.

## Publikationen
- Axel Köhler-Schnura (Red.): IG Farben. Von Anilin bis Zwangsarbeit. Zur Geschichte von BASF, Bayer, Hoechst und anderen deutschen Chemiekonzernen. Hrsg.: Coordination gegen Bayer-Gefahren, Schmetterling-Verlag, Stuttgart 1995, ISBN 3-926369-46-9. (Bundesfachtagung der Chemiefachschaften, Arbeitskreis IG Farben)
- Regine Günther (Red.): Chrom am Kap. Gift und Tod für Bayer-Arbeiter in Südafrika. Fallstudie über die systematische Zerstörung menschlicher Gesundheit. Coordination gegen Bayer-Gefahren, Düsseldorf 1993. (In Zusammenarbeit mit Aktion Selbstbesteuerung, Stuttgart)
- Axel Köhler-Schnura, Achim Schmottlach (Red.): Bayer macht Kasse. Berichte über die Geschäfte des Bayer-Konzerns. 1. Auflage. Hrsg.: Coordination gegen Bayer-Gefahren, Schmetterling-Verlag, Stuttgart 1991, ISBN 3-926369-41-8.